# 25300 Andyromine
25300 Andyromine è un asteroide della fascia principale. Scoperto nel 1998, presenta un'orbita caratterizzata da un semiasse maggiore pari a 2,7315254 UA e da un'eccentricità di 0,1710437, inclinata di 3,99141° rispetto all'eclittica.